# Pokats
Pokats (vitryska: Покаць) är ett vattendrag i Belarus. Det ligger i den östra delen av landet, 260 km sydost om huvudstaden Minsk.
I omgivningarna runt Pokats växer i huvudsak blandskog. Runt Pokats är det glesbefolkat, med 10 invånare per kvadratkilometer.